# تشارلز إتش. إيفرت
تشارلز إتش. إيفرت هو سياسي أمريكي، ولد في 22 مارس 1855، وتوفي في 5 يوليو 1947. نشط حزبياً في الحزب الجمهوري. وقد انتخب عضو جمعية ولاية ويسكونسن ‏ وانتخب عضو مجلس ولاية ويسكونسن ‏.